# Alfie Bass
Alfie Bass, född Abraham Basalinsky 8 april 1916 i Bethnal Green, London, död 15 juli 1987 i samma stad, var en brittisk skådespelare.

## Rollista i urval
- 1945 – Kort möte
- 1947 – Drama i East End
- 1950 – Rampfeber
- 1951 – Jag stal en miljon
- 1958 – I giljotinens skugga
- 1958 – Montys dubbelgångare
- 1960 – Miljonärskan
- 1965 – Hjälp!
- 1966 – Doktorn går till sängs
- 1966 – En kul grej hände på väg till Forum
- 1966 – Fallet Alfie
- 1967 – Vampyrernas natt
- 1973 – The Goodies (TV-serie)
- 1978 – Helgonet återvänder (TV-serie)
- 1978 – Rosa Panterns hämnd
- 1979 – Moonraker
- 1979 – Are You Being Served? (TV-serie) (8 avsnitt)
- 1979–1982 – Dick Turpin (TV-serie)